# Ramonoppia amparoae
Ramonoppia amparoae är en kvalsterart som beskrevs av Morell 1990. Ramonoppia amparoae ingår i släktet Ramonoppia och familjen Oppiidae. Inga underarter finns listade i Catalogue of Life.